# 広島県道23号庄原東城線
広島県道23号庄原東城線（ひろしまけんどう23ごう しょうばらとうじょうせん）は、広島県庄原市にある主要地方道（広島県道）である。

## 概要
庄原市春田町と庄原市東城町川西を結んでいる。

### 路線データ
- 起点：広島県庄原市春田町（国道432号交点）
- 終点：広島県庄原市東城町川西（国道314号交点）
- 総延長：30.247 km

## 歴史
- 1954年（昭和29年）
  - 1月20日 - 建設省（現・国土交通省）が主要地方道新見庄原線（岡山県阿哲郡新見町～広島県比婆郡庄原町）を指定。
  - 9月17日 - 広島県が主要県道2号新見庄原線を認定。
- 1955年（昭和30年）2月1日 - 岡山県が主要県道25号新見庄原線を認定。
- 1962年（昭和37年）5月1日 - 主要地方道新見庄原線のうち新見市～東城町が二級国道182号新見福山線へ指定。
- 1963年（昭和38年）4月1日 - 二級国道182号新見福山線が指定施行。
- 1964年（昭和39年）12月28日 - 建設省が主要県道新見東城線のうち二級国道182号新見福山線との重複区間を除いた区間を主要地方道庄原東城線に指定。
- 1965年（昭和40年）
  - 3月31日 - 広島県が主要県道2号新見庄原線を廃止し主要県道2号庄原東城線を認定。岡山県が主要県道新見庄原線を廃止、これに伴い岡山県道との越境路線でなくなり広島県完結路線となった。
  - 4月1日 - 二級国道182号新見福山線が一般国道182号へ改称。
- 1972年（昭和47年）11月1日 - 広島県が整理番号を2から23へ変更。
- 1993年（平成5年）5月11日 - 建設省から、主要県道庄原東城線が庄原東城線として主要地方道に再指定される[1]。
- 2024年（令和6年）5月30日 - 広島県告示第572号により、庄原市東城町川西～庄原市東城町東城（東城交差点）間 (420.40m) を指定解除、終点が庄原市東城町川西となった[2]。

## 路線状況

### 重複区間
- 広島県道422号中領家庄原線（庄原市本村町 地内）
- 広島県道26号新市七曲西城線（庄原市東城町帝釈未渡 地内）

## 地理

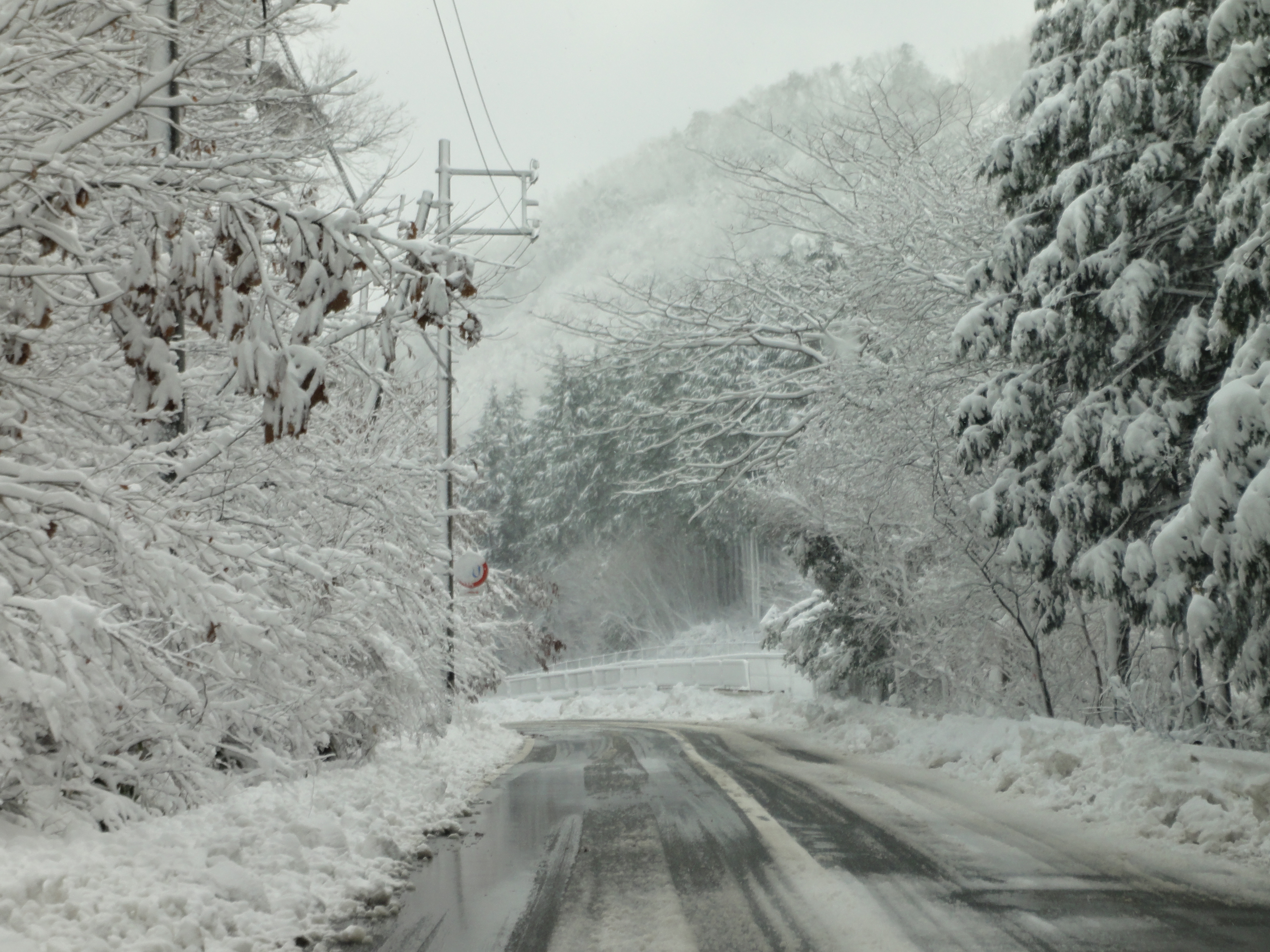
冬場の東城町帝釈宇山付近。奥には並行する中国自動車道が見える

### 通過自治体
- 庄原市

### 交差する道路
| 交差する道路                            | 交差する場所                     | 交差する場所 |
| --------------------------------------- | -------------------------------- | ------------ |
| 国道432号                               | 春田町（しゅんだちょう）         | 起点         |
| 広島県道422号中領家庄原線 重複区間起点  | 本村町                           | [ 注釈 1 ]   |
| 広島県道422号中領家庄原線 重複区間終点  | 本村町                           |              |
| 広島県道26号新市七曲西城線 重複区間起点 | 東城町帝釈未渡（たいしゃくみど） |              |
| 広島県道26号新市七曲西城線 重複区間終点 | 東城町帝釈未渡                   |              |
| 国道314号                               | 東城町川西                       | 終点         |

### 沿線にある施設など
- 帝釈峡

## 文化

### 並行する旧街道
- 東城往来
庄原市東城町東城を中心とした形で四方八方に伸びる東城往来の一つ。街道が現役時代には、当該県道の東側地域では西行きに対して「芸州路」や「三次路」等、西側地域では東行きに対して「備中路」や「新見路」等と呼称されていた。